# Drambon
Drambon ist eine französische Gemeinde mit 186 Einwohnern (Stand: 1. Januar 2022) im Département Côte-d’Or in der Region Bourgogne-Franche-Comté (vor 2016 Bourgogne). Sie gehört zum Arrondissement Dijon und zum Kanton Auxonne.

## Geographie
Drambon liegt etwa 25 Kilometer östlich von Dijon am Bèze. Umgeben wird Drambon von den Nachbargemeinden Montmançon im Norden, Saint-Sauveur im Nordosten, Maxilly-sur-Saône im Osten, Pontailler-sur-Saône im Südosten und Süden, Saint-Léger-Triey im Südwesten und Westen sowie Marandeuil im Nordwesten.

## Bevölkerungsentwicklung
| Jahr                       | 1962 | 1968 | 1975 | 1982 | 1990 | 1999 | 2006 | 2013 | 2019 |
| Einwohner                  | 98   | 104  | 80   | 79   | 112  | 139  | 160  | 164  | 200  |
| Quellen: Cassini und INSEE |      |      |      |      |      |      |      |      |      |

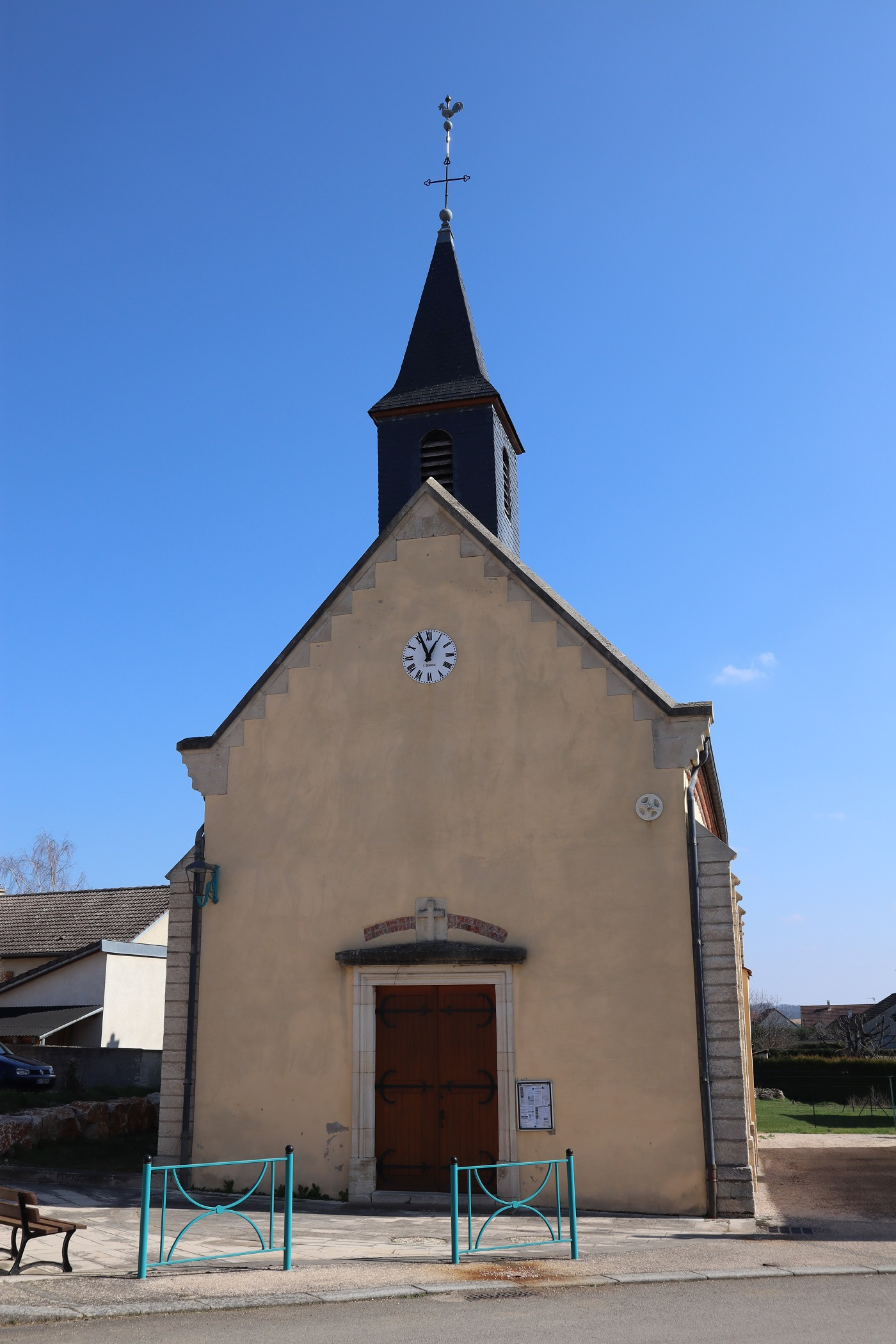
Kirche Saint-Pierre-ès-Liens
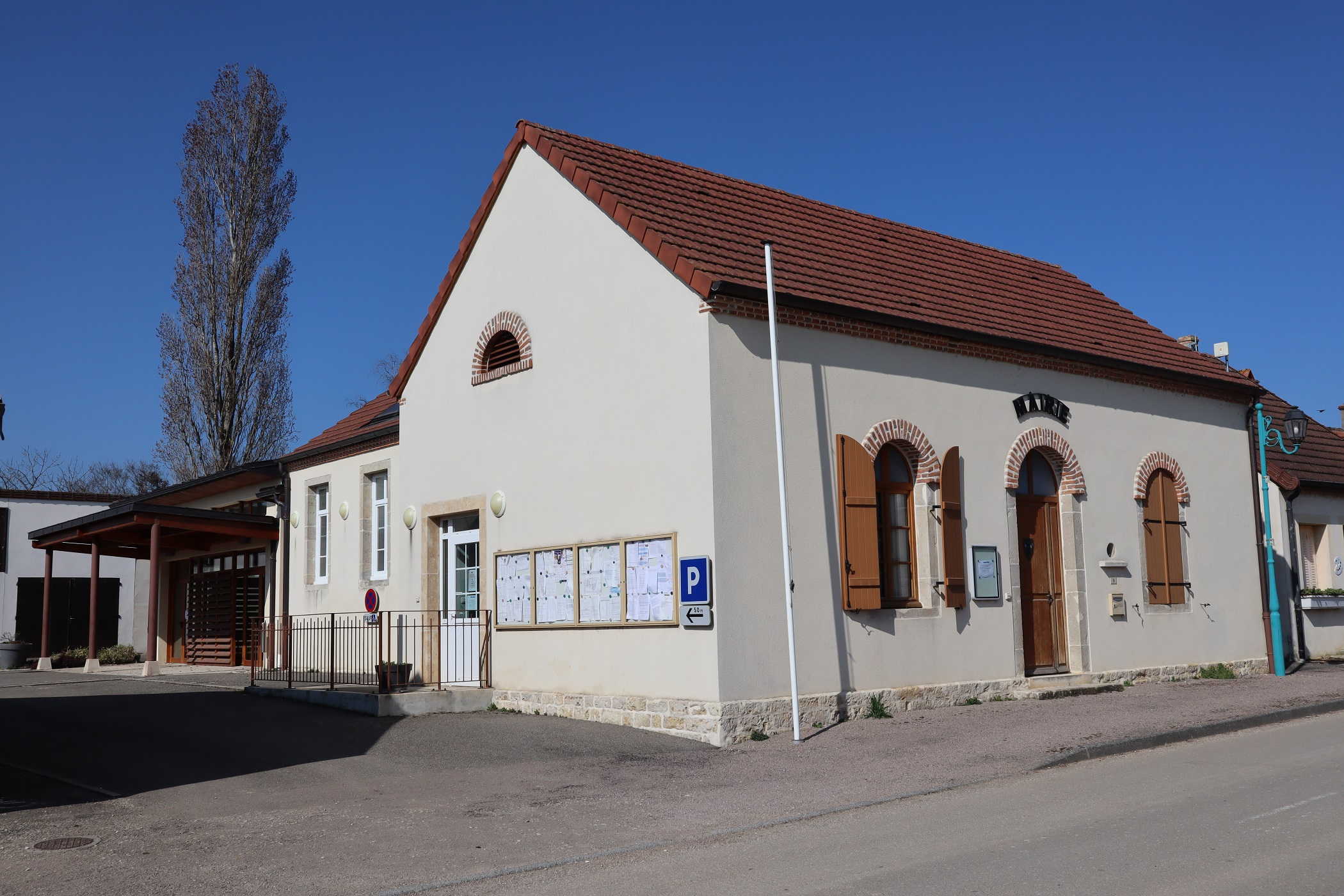
Rathaus Drambon